# Dicranota (Rhaphidolabis) luteola
Dicranota (Rhaphidolabis) luteola is een tweevleugelige uit de familie Pediciidae. De soort komt voor in het Palearctisch gebied.